# Dioptopsis
Genre
Dioptopsis est un genre d'insectes diptères nématocères de la famille des Blephariceridae.

## Systématique
Le genre Dioptopsis a été créé en 1937 par le zoologiste allemand Günther Enderlein (1872-1968).

## Liste d'espèces
Selon BioLib (26 octobre 2022) :
- Dioptopsis alpina Hogue, 1966
- Dioptopsis djordjevici (Komárek, 1932)
- Dioptopsis sardous Zwick, 1968
- Dioptopsis vernus Giudicelli, 1963